# نقل مائي

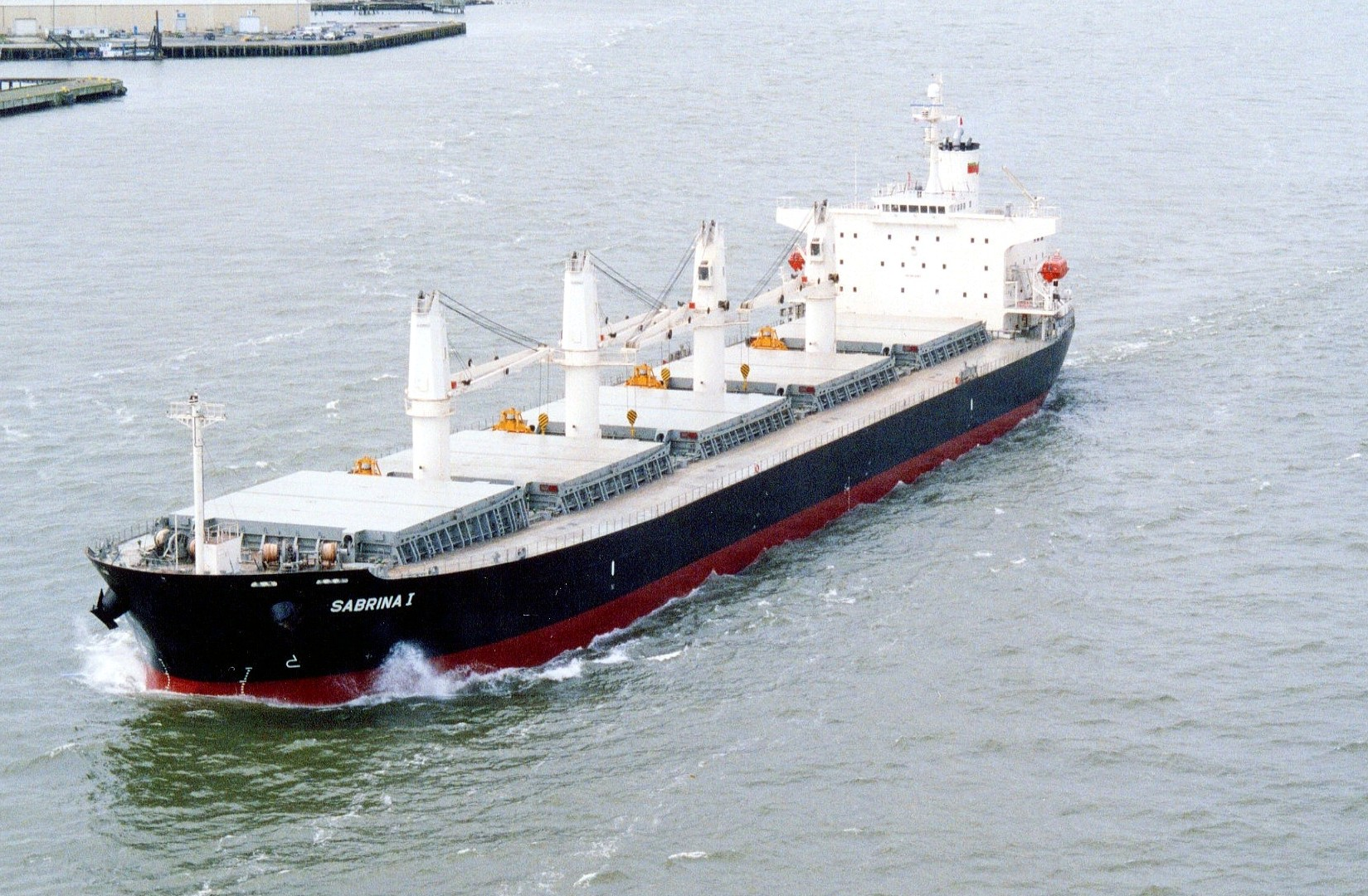

نقل مائي هي عبارة عن نقل الأشياء على المياه إلى مناطق أخرى باستخدام المركبات المائية مثل السفن أو الزوارق أو أي وسيلة أخرى تبحر على سطح المياه.
يتم نقل معظم البضائع بين بلدان العالم بواسطة سفن كبيرة، من ضمنها سفن الحاويات وناقلات النفط و ناقلات المواد الأولية .

## أنواع النقل المائي

### نقل البحري
يعد النقل البحري من أقدم وسائل النقل التي استخدمها الإنسان بخاصة من قبل الدول المجاورة للمسطحات المائية (محيطات، بحار، بحيرات). وقد استخدمت السفن الشراعية، ثم السفن التجارية مع بدايات الثورة الصناعية باستخدام حاويات النقل البحري.
أما حديثاً فأصبحت السفن تسير بقوة البترول والغاز، ثم بعضها بقوة الطاقة النووية. وكان دور العرب المسلمين سباقاً في ركوب البحار، وبناء السفن من أجل نشر الديانة الإسلامية ولغايات التجارة. وقد ساعدهم في ذلك معرفتهم بعلم الفلك واستخدام البوصلة، ورسم الخرائط، وكانت سفنهم تجوب البحر المتوسط والأحمر، والمحيط الهندي والأطلسي وبحر العرب

#### خصائص النقل البحري

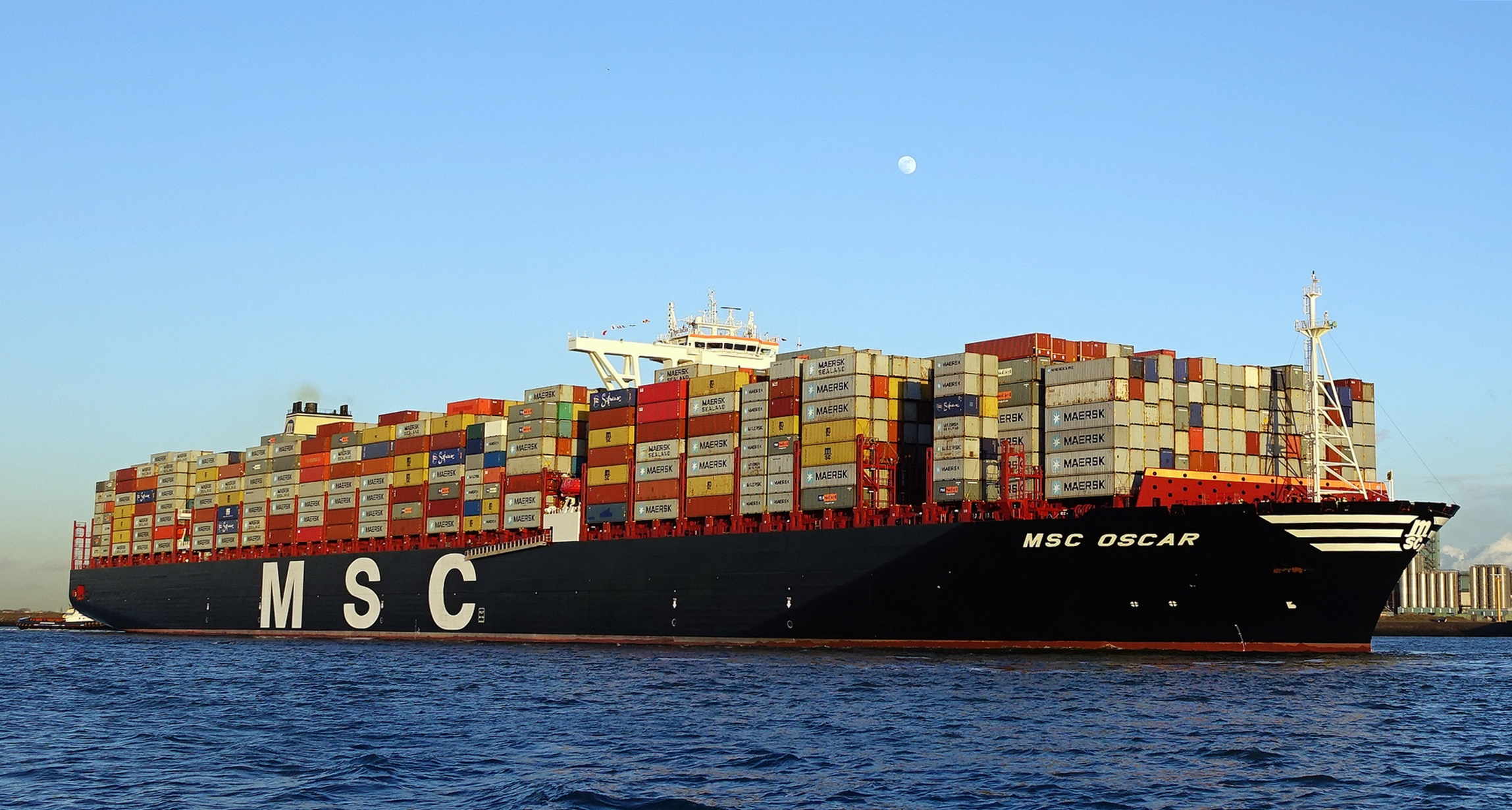
سفينة الحاويات MSC Oscar تصل روتردام.

يتمتع هذا النوع من النقل بالخصائص الآتية:
- التخصص؛ إذ أصبح النقل بالسفن يقوم على نقل مادة معينة مثل: ناقلات النفط، ناقلات الموز بين أمريكا الوسطى والولايات المتحدة، وناقلات عصير العنب بين الجزائر وفرنسا. وهناك سفن نقل الركاب.
- زيادة الحمولة للسفينة الواحدة حيث تصل في بعض السفن إلى عدة مئات الآلاف من الأطنان في المناطق ذات الغاطس المائي الذي يزيد على (10) أمتار.
- السرعة حيث زادت سرعة السفن نتيجة التقنيات المستخدمة في بناء السفن إلى (50) ميلاً بحرياً.
- انخفاض تكاليف النقل البحري مقارنةً بوسائل النقل الأخرى.
- قيام شركات دولية متخصصة في بناء السفن، وفي الشحن البحري، وجميع خدمات صناعة السفن وإصلاحها، من بناء أحواض للصيانة أو مخازن للتخزين، والتأمين البحري.
- وجود خطوط نقل بحري رئيسية في العالم.

### نقل نهري

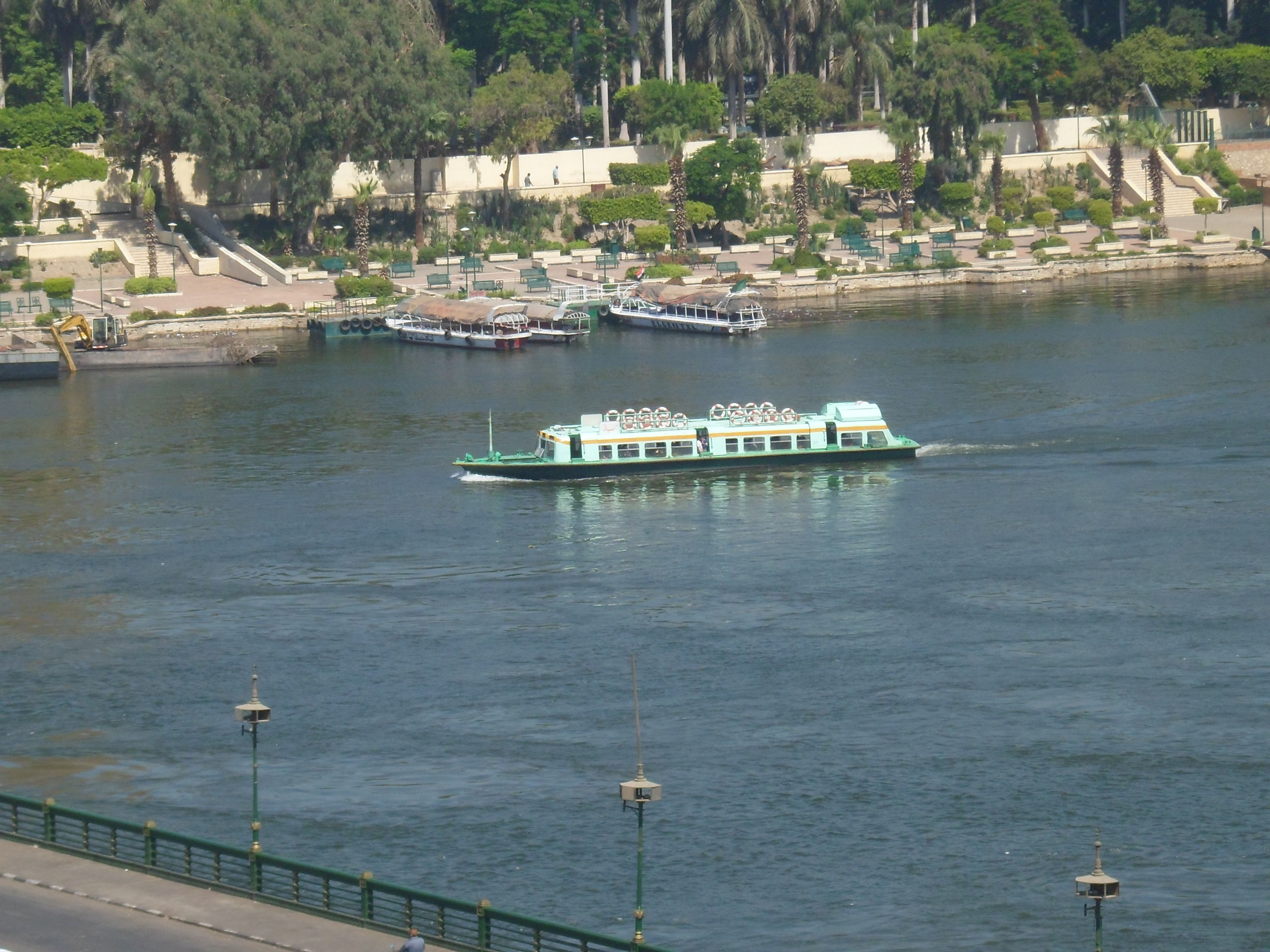
الأوتوبيس النيلي.

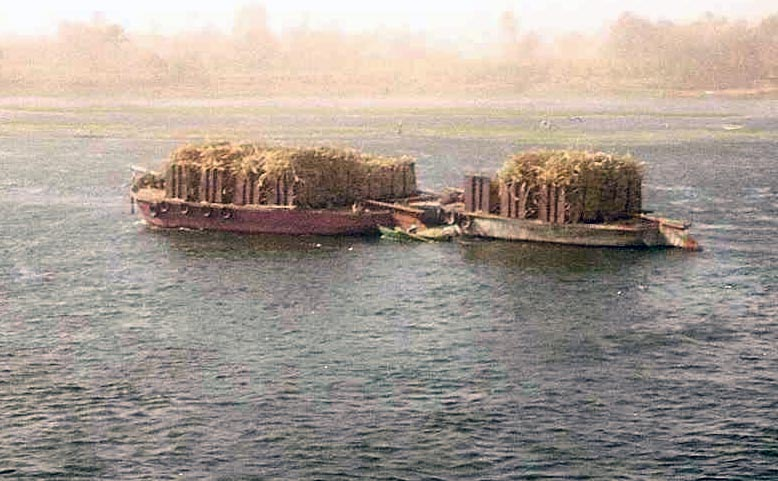
لوحة فنية تظهر النقل النيلي للبضائع

يبدو أهمية النقل النهري في سهولة الاستخدام وقدرة الإنسان على تحسين مسارات النقل وزيادة طاقتها (الأنهار) على النقل عن طريق عمليات التوسع والتصنيف لمجاري الأنهار.
ومما يزيد في أهمية النقل النهري الترابط بين النقل النهري والنقل البحري عن طريق توسيع الموانئ الواقعة على مصبات الأنهار. وكذلك الترابط بين النقل النهري والنقل البري من خلال إنشاء موانئ وتجهيزها وربطها بشبكة الطرق البرية، وبشكل يساهم في زيادة مرونة النقل النهري في عملية نقل البضائع وتسويقها. وبالتالي يقلل تكاليف النقل النهري مقارنة بالنقل البري.
ويُعدُّ النقل النهري في البلدان العربية هامشياً، وذلك لقصر أنهاره وقلة غزارتها ووجود عوائق طبيعية في مجاريها. أما الأنهار التي يمكن أن تصلح للملاحة فهي نهر دجلة في أجزائه الجنوبية، ونهر النيل في أجزائه الشمالية.
وتعد الأنهار صالحة للملاحة وذات جدوى اقتصادية إذا توافرت فيها الشروط الآتية:
- أن يكون النهر غزير الماء عميق الغطس، واسع المجرى، قليل التعرج.
- أن يكون الجزء الصالح للملاحة من النهر طويلاً.
- أن يكون بطيء الجريان، وخالياً من الشلالات والجنادل الصخرية.
- بعيداً عن الانهيارات الصخرية في جوانبه، وأن تكون فترات التجمد فيه قليلة.
- أن يصب في بحر مفتوح أو في محيط ليسهل عملية التكامل للنقل البحري.

## اقرأ أيضا
- سفن مجموعة أوليمبيك
- ناقلة نفط
- ناقلة نفط ، تصنيف تي أي
- ناقلة تموين روبرت بيري
- حاملة طائرات
- سفينة سياحية
- ناقلة بلو مارلين
- نظام النقل بالحاويات